# Università degli Studi Internazionali di Roma
L'Università degli Studi Internazionali di Roma (o UNINT) è un istituto privato di istruzione universitaria fondato a Roma nel 1996.
La denominazione attuale è del marzo 2013 e la gestione dell'ateneo è dal 2011 in capo alla Fondazione per la Ricerca sulla Migrazione e Integrazione delle Tecnologie (FORMIT).

## Storia
L'università fu fondata nel 1996 dall'Istituto di studi politici "S. Pio V" con il nome di Libera Università degli Studi San Pio V, successivamente modificato nel 2010 in Libera Università degli Studi per l'Innovazione e le Organizzazioni' (LUSPIO).
L'istituto è organizzato nelle facoltà di Economia, Interpretariato e Traduzione, Scienze della politica e delle dinamiche psico-sociali.

## Controversie

Emblema

Nel 2006 la LUSPIO fu oggetto di inchiesta giornalistica da parte del settimanale televisivo Report in ragione della relativa facilità con cui, secondo il reportage, era possibile accedere al titolo di laurea anche tramite convenzione di alcuni atenei con ministeri ed enti pubblici, che permettono di ottenere un percorso universitario più breve e grazie alle quali si possono convalidare esami con minor controllo rispetto alle università pubbliche, nonché al finanziamento annuo di 1500000 €, pari a circa 10 volte quello conferito ad analoghe fondazioni, tributato all'istituto che fino al 2011 gestiva l'Università.
L'inchiesta ministeriale che nel 2007 ne seguì aveva a oggetto la LUSPIO e altre università guidate da fondazioni riconducibili ad ambienti cattolici.
A seguito dell'indagine l'allora ministro dell'istruzione Fabio Mussi decretò la cessazione delle convenzioni con gli istituti universitari sotto ispezione, che provocò un crollo verticale del numero di studenti iscritti in convenzione all'ateneo (nel 2006 erano 1600, il 90% degli iscritti totali, a fronte dei complessivi 1432 del 2016).